# RED STONE
『RED STONE』（レッド ストーン、韓国語：붉은보석）は、韓国のL&K Logic Korea社が開発したオンラインゲーム。韓国、日本およびアメリカ合衆国においてサービスが提供されている。
日本では、株式会社ゲームオン運営のもと2004年12月21日よりクローズドベータが開始された。2005年1月20日に無料オープンサービスを開始し、2005年2月24日に正式にオープンした。
2022年4月から、ゲームオンは子会社である株式会社G・O・Pに一部業務を委託し、2023年1月1日は運営事業のすべてをG・O・Pに承継した。
2024年1月24日、G・O・Pは「RED STONE」日本サービスの提供を翌月14日をもって終了し運営をL&K社へ移管すると発表した。また同年2月9日、L&Kは今後のサービス体制として株式会社モビディックと共同運営を行うと発表した。

## 概要
中世的なファンタジーの世界観を基調とした2DMMORPGであり、攻撃手段としては現代的な兵器は登場せず剣や弓、魔法や術などを主体としている。
ゲーム内にはボイスチャットは無く、文字とエモーションで交流する。日本サーバーが独立しているため、他国言語と触れることはほとんどない。
日本版のトップページや広告などのキャラクターデザインは隼優紀。

## ストーリー
舞台は、農業と交易が発展した文化の中心地・フランデル大陸の極東地方。この地方では、約500年前に「RED STONE（レッドストーン）」と呼ばれる赤い石が空から落ちて来たと言う伝説がある。そして、それを手にした者は、不老不死と莫大な富を得られると言われているが、実際にそれに触れた者は、誰もいなかった。
そして、今日も「RED STONE」を求めて多くの冒険者達が、探索の旅に出るが、これまでに何人もの冒険者が「RED STONE」によって、生きる意味の全てを失った。それでも、人々は様々な想いを胸に、RED STONEを探し続けるのであった。 
「RED STONE」の伝説
天上界に住む6つの元素、火、水、風、大地、光、闇の神獣達。この神獣達は、自分の石を持っている。それぞれ、赤、青、緑、黄、白、黒の6つがあり、その中で火の神獣が持つ赤い石を「RED STONE」と呼ぶ。
ある日、地下界に住んでいた小さな悪魔が、自分の力を強化するために、天上界に上がり「RED STONE」を守っていた神獣の護衛天使を殺害し、「RED STONE」を奪取する事件が起きた。その悪魔が身を隠すために選んだ場所は地上界だった。地下界は激しい暗闇のため、弱くて小さな悪魔が石を守るには良い場所ではなかったからだ。行方不明となったその石を探すために、天上界では地上界に「RED STONE」を持っていると不老不死の命が保障される、大きな富を手に入れられる等あらゆる噂を流した。この噂の広がりと共に、石の探索のために天使も派遣した。しかし、その努力にも関わらず、「RED STONE」奪取事件が起きてから300年の年月が経った。
自分の石である「RED STONE」を守っていた火の神獣の長期間に渡る不在により、天上界の6つの元素間の均衡が少しずつ崩れ始め、「RED STONE」を盗んだ悪魔も、徐々に天上界にとって脅威の存在となり始めた。そして、あまりに長い時間が経過したため、「RED STONE」の中で眠る火の神獣の「ひな」の孵化の時が近づきつつあった。

## 特徴
変身システム
プレイできるキャラクターの職業は12対+1の計25職。条件を満たした状態でXキーを押すとジョブチェンジでき、状況に合わせて能動的に対応が可能である。
スキル制とレベル制の両立
必要経験値を満たすことでスキルポイントが得られる。スキルポイントを割り振ることでスキルレベルが上昇し、スキルの効果が変化する。スキルレベルが高くなるに従って、その上昇には多くのスキルポイントが必要となる。
同様に、必要経験値を満たすことでレベルが上昇し、ステータスポイントが得られる。レベルの上昇により、最大HP・CPが上昇する。ステータスポイントを割り振ることでステータスが上昇し、攻撃力などが変化する。
スキルは1キャラクターで50種類、ステータスは7種類と自由度が高い。
称号アイテムシステム
一つの武器、防具に対し最大3つまで付加される特殊効果のこと。称号の種類は約500個あり、スキルレベル上昇、ステータス上昇、各種抵抗上昇など様々な効果がある。武器、防具によって付加可能な称号が限定されている。
チャージポイントシステム
マジックポイントに類似する概念として、キャラクターはチャージポイント(CP)をもつ。
スキルを使用すると、キャラクターはCPを消費もしくは獲得、またはその両方をする。一部を除いてスキルには必要CPが存在し、それを満たさない場合にはスキルは発動しない。CPは自然に回復せず、スキルまたはアイテムの使用、レベルアップなどによって回復する。また、「歩く」の状態での移動では減少しないが、「走る」の状態での移動によって減少する。武器攻撃・魔法を問わずスキルによってCPは増減し、一般的に強力な効果を持つスキルほど消費CPが大きい。変身によりジョブチェンジするためにはCPが15以上である必要があり、CPが一定値以下になると変身が解除され強制的にジョブチェンジが行われる。CPをすべて消費、あるいはマイナスになってもペナルティは存在しない。CPを一定時間最大に保つアイテム、味方のCPを回復するスキル、相手のCPを減少させるスキルなどが存在する。
覚醒システム
レベルが300に到達すると覚醒クエストを受諾出来る。覚醒クエストを完了すると選択した職業に応じて特定スキルを強化でき、強力なスキルを使えるようになる。
転生システム
レベルが600に到達すると転生クエストを受諾出来る。転生クエストは5回まで完了でき、転生するとレベルが元レベルに応じて減少する。その代わりにステータスポイントやスキルポイントを獲得し、3次転生まではステータスポイントとスキルポイントが全て初期化される。

## サーバー一覧

### 通常ワールド
2024年1月現在、Strasserad（シュトラセラト）、Vaultish（ボルティッシュ）、Bridgehead（ブリッジヘッド）の3サーバーを選択出来る。また、決戦用のワールドとして「PVP BATTLE ZONE」が用意されている。なおサーバー間ではキャラクターやアイテムは移動することが出来ない。

### その他
- Gold Experience
  - 2012年から毎夏オープンする期間限定サーバー。Goldとサーバーを文字り「金鯖」と呼ばれる。経験値倍率が数十倍に設定され、夏休み期間に楽しみたいプレイヤーが集結する。
- ハンゲーム専用サーバー「Fire Element」
  - 2009年3月26日にオープンしたが、2016年7月7日にサービスを終了した。
- ネットマーブルによる提供
  - 2005年5月19日に提供を開始したが、2011年7月28日（木）をもって運営を株式会社ゲームオンに移管した。

## ゲームシステム

### ゲーム内通貨
通貨は「Gold」。フィールドや宝箱、取引、売買により手に入る。1キャラクターの所持できる上限金額は20億Gold、銀行に預けられる上限金額は40億Goldである。また、便利アイテムを購入するためのポイントとして「GEM」や「サービスポイント」がある。GEMはクレジットカードまたは電子マネー、おサイフケータイにより購入できる。有効期限は最終購入日より1年間であり、再び購入することで有効期限が延長される。サービスポイントは、公式サイト訪問キャンペーンなどにより獲得できる。

### アイテム
ノーマルアイテム
アイテム名が白色で表示される。上位アイテムとしてDXアイテム、Ultimateアイテムがある。これらは戦闘の度に耐久力が減少し、0％になると修理するまで装備不能になる。課金アイテムとしてEXアイテムがある。これは期間に応じて魔力充電量が減少し、最終的にはノーマルアイテムと同じになる。最大400％まで有効期間を延長できる。
レアアイテム
アイテム名が青色で表示され、アイコンの左上にRのマークが付く。
ユニークアイテム
アイテム名が金色で表示される。アイコンの左上にUのマークが付いている。
スーパーユニークアイテム
アイテム名が紫色で表示される。アイコンの左上にSのマークが付いている。
アルティメットユニークアイテム
アイテム名が金色で表示される。アイテムの左上にUのマーク、右下にUMUマークが付いている。
ブラックファイヤーユニークアイテム
アイテム名が金色で表示される。アイテムの左上にUのマーク、右下にUMUマークが付いている。装備出来る数に制限がある。
セットアイテム
複数のアイテムを装備することで追加効果を得られる。秘密ダンジョン内で入手可能なものと、ボスを倒すことで入手可能なものの2種類がある。後者は一度装備すると取引が不可能になる。アイコンの左上にTのマークが付いている。
アイテムのかけら
設定されている番号のかけらを全て集めることでユニークアイテムに復元可能。秘密ダンジョンの宝箱から入手可能。鑑定士により何番のかけらかが分かる。
便利アイテム
公式サイトでのみ購入することができる。

### スキル
スキルポイントを使用することで、スキルの取得またはスキルレベルの上昇ができる。取得には、前提となるスキルを一定レベル以上取得していることが必要である場合がある。
スキル
キャラクターが所有するスキル。各ジョブ25種類、1キャラクターで50種類のスキルを覚えることができる。レベル上限は50である。難易度が1から5までの5段階存在する。
ギルドスキル
ギルド（後述）が所有するスキル。レベル上限はスキルによって異なる。
ミニペットスキル
ミニペット（後述）が所有するスキル。レベル上限は5である。

### デスペナルティ
一定時間のステータス減少であり、経験値は減少しない。

### パーティー
他人と協力して狩猟すること。敵一体から獲得できる経験値は減少するが、場によっては、効率が良くなる。最大8人で構成される。

### エンチャント
アイテムに称号を付与し改良・強化する。称号上限は3つまで。
エンチャント
アイテムに称号を付与する。ノーマル・レアアイテムの場合、追加される称号はランダム。ユニーク・スーパーユニークアイテムの場合、効果選択が可能で称号のレベルを上げることが可能。成功確率は「運」によって変化する。リング系のユニークアイテム・スーパーユニークアイテムは失敗するとアイテムが消滅し、それ以外のアイテムは失敗すると使用不可能になる。
オプション魔法のお守り
アイテムに称号を付与する。種類によって成功確率が設定されている。エンチャントとは異なり、失敗しても消滅・使用不可能にはならない。
アイテム修理
壊れたアイテムを修理する。称号は全て消える。便利アイテムから入手できるアイテムを使用することで称号はそのまま修理できる。
称号削除
1つの称号を選んで取り外す。
称号の向上
1つの称号を向上させる。
数値の再設定
1つの称号の数値をランダムに再設定する。
アイテム合成
2個のアイテムを混ぜ、その中のいくつかの称号をどちらか1個のアイテムに付与する。
アイテム複製
一定確率でアイテムを複製する。

### 露店
マップ内で店を開き、他のプレイヤーに売ることができる。価格は自由に決定できるが上限はGoldでは10億である。また露店主が20億Goldもっている・その商品を買うと20億を超える商品は買うことができない。

### クエスト
NPCからの依頼を解決し報酬と経験値を受け取る。
チュートリアルクエスト
プレイ開始直後に始まる練習用クエスト。
初心者クエスト
初心者向けの連続したクエスト。
連作クエスト
連続して発生する一連のクエスト。
一般クエスト
様々な内容の、短期間で終了するクエスト。
称号クエスト
クリアすることで特殊な能力を使えるようになるクエスト。
メインクエスト1
「RED STONE」の謎を追うメインストーリー。Chapter.5クリア後は繰り返しクエストとなる。
Chapter.1（2006年2月23日実装）
Chapter.2（2007年3月28日実装）
Chapter.3（2007年11月6日実装）
Chapter.4（2008年3月18日実装）
Chapter.5（2008年6月3日実装）
メインクエスト2
メインクエスト1の続編。メインクエスト1を完了することで自動的に受諾される。Chapter.4クリア後は繰り返しクエストとなる。
Chapter.1～4（2017年12月27日実装）

### 秘密ダンジョン
特定のダンジョン内に配置されているボーナスステージ。ポータルクリスタルを使うことにより突入可能。入ることのできるLvが設定されており、1キャラクターにつき1日2回までしか入ることができない。（ただし課金アイテムを使うと3回入ることもできる）

### ギルド
プレイヤーが集まって作る集団。Lv10以上、市民権を持った状態でギルドマスターもしくは副ギルドマスターに申請すると加入できる。加入してから3日間は別のギルドに入ることができない。作成するには専用クエストのクリアと100万Goldが必要。更に各サーバーに決められた数のギルドしか作為することが出来ず、その制限枠内でギルドを作成することができる。マスター以外のメンバーが40日以上ログインしていないと強制的に解散となる。マスターが30日以上ログインしない場合は、副マスターに権利が移る。ギルドにはレベルが存在する。レベル上昇と共に手に入るスキルポイントを使ってギルドスキルを上昇させることができる。

### ギルド戦（GvG）
ギルド同士で行われる対人戦。以下の3つがある。
攻城戦
毎週土曜日に行われるギルドホールの争奪戦。制限時間は40分。攻撃側は時間内に紋章を破壊、防衛側は紋章を死守すれば勝ちとなる。
ポイント戦
攻城戦の参加ギルドの組み合わせを決める「vsモンスター戦」。土曜7時から金曜22時までの間に週2回まで参加可能。
ギルド戦
7種類の戦闘フィールドでギルド同士の力比べをする。ギルド戦申込事務所でギルドマスターが予約時間と戦場を選び1万Goldを支払って申し込む。制限時間は30分。ギルドが全滅するか制限時間が経過すると終了する。

### アイテムモール
便利アイテムを購入するシステム。ウェブブラウザ上で利用できる。便利アイテムを選択し、ワールド・キャラクター・自分のワールド・キャラクターを入力すると便利アイテムを他のプレイヤーにプレゼントできる。また、ゲーム内で便利アイテムを購入できる「どこでモール」も存在する。

### ミニペット
キャラクターによって召喚される異界の元素の霊。便利アイテムにより召喚する。通常召喚される火・水・風・土・光・闇・幻の7種類の他ミニペット合成の際に低い確率で出現する陰・陽が存在し、精霊型、自然型、神霊型の3種類に成長する。装備アイテムを食べることにより経験値を取得してレベルが上がり、レベルの上限は100。またレベル100同士のミニペットを合成させることでミニペットを進化させることができ、その場合のレベル上限は150。活性化できるのは通常1体までだが、便利アイテムにより2体同時に活性化できる。最大32体まで保有可能。保有期間は30日であり、便利アイテムにより保有期間を延長可能。

### ネフォンクリーチャー
キャラクターと行動を共にする仲間で、キャラクター性能を向上させる効果を持つ。

### サポートセンター
公式サイトに設置されている窓口。プレイヤーと運営・サポートチーム間の連絡に利用する。不具合報告や意見・要望、ユーザー間のトラブルの報告などには原則として返答しないとしている。

### ワンタイムキー
ログインする度に、メールアドレスに送られるランダムパスワードを要するシステム。アドレスを登録することで、公式サイトおよびゲームにログインする際、正しいIDおよびパスワード入力後にメールが送信され、記載されたパスワードをさらに入力することでログインできるようになる。アカウント登録時に使用したアドレスとは別のアドレスを登録する必要がある。ワンタイムキーを受信できなくなった場合はサポートチームに連絡し本人確認の上でワンタイムキーを解除することが可能。設定は任意だが、今後不正利用に関する問い合わせについて、ワンタイムキーを設定したプレイヤーのみを対象とする場合があるとしている。

### 2次パスワード
ゲーム接続時に入力する6桁の数字。

### 決戦システム
専用ワールド・マップにおいて、プレイヤー同士で戦えるシステム。最初から300Lvのキャラクターが作成でき、NPCからアイテムを購入して装備する。1人vs1人から4人vs4人まで行える。2008年、2009年のWorld Cyber Gamesにおいて公式種目に選ばれた。2008年は、日本最強決定戦トーナメント（予選）においては4人vs4人、WCG2008世界大会（本戦）においては2人vs2人で決戦を行った。2009年は、予選・本戦ともに4人vs4人で決戦を行った。日本では期間限定でしかサーバーがオープンされていなかったが、2013年9月26日のアップデートによりプレミアム・ゾーン扱いで正式にオープンとなった。

## 終了したゲームシステム
以下は運営移管により提供を終了している。

### REDs連絡帳
公式サイトに設置されている掲示板。プレイヤーと運営・サポートチーム間の連絡用に利用できる。不具合報告や意見・要望、ユーザー間のトラブルの報告などには原則として返答しないとしている。

### アイテムオークション
公式サイトでのオークションシステム。アイテムの出品・入札・落札が可能。実際の取引はゲーム内において直接行う。

### パソコンガード
ゲームに使用するパソコンの情報をIDに登録し、登録されていないパソコンからのアクセスを制限するシステム。1つのIDに対して最大6台のパソコンが登録できる。同じパソコンでも接続方法(有線接続無線接続など)によって個別に登録する必要がある。ActiveXを使用しているためウェブブラウザに依存する。
携帯電話を使えないなどの理由で前述のワンタイムキーを使用できないプレイヤーに対するセキュリティ対策として導入された。ワンタイムキーの方がより安全であるとしており、そちらの使用を推奨している。ワンタイムキーとの併用は出来ない。

## プレイヤーキャラクター
1アカウントにつき各サーバーに15キャラクターを作ることができる。キャラクターの性別は選択できない。
他プレイヤーとの同一名称のキャラクターは作成不可能。

### レベル
レベルの上限は2000。レベルアップすることにより1レベルにつきステータスポイントを4つ（ネクロマンサー/悪魔、霊術師/闘士、光奏師/獣人、メイドは5つ）貰える

### ステータス
力
物理攻撃力に影響する。
剣士/戦士/ウルフマンの場合レベルアップすると自動的に+1される
敏捷
命中率、回避率、盾のブロック率、クリティカル率が影響する。
アーチャー/ランサーの場合レベルアップすると自動的に+1される。
健康
HPと防御力に影響し、座った状態でのHP回復速度が変わる。
プリンセス/リトルウィッチの場合レベルアップすると自動的に+1される。
運
敏捷とは別に命中率、回避率、クリティカル率に影響しその他にも状態異常抵抗力、落とし穴回避率、追加攻撃、アイテム取得確率が変化する
武道家/シーフの場合レベルアップすると自動的に+1される。
知識
魔法攻撃、属性攻撃の攻撃力に影響する。
ウィザードの場合レベルアップすると自動的に+1される。
知恵
属性抵抗、状態異常抵抗、経験値ボーナスに影響する。
ビーストテイマー/サマナーの場合レベルアップすると自動的に+1される。
カリスマ（威厳）
最大CP、減少CP速度、状態異常抵抗に影響する。
ビショップ/天使の場合レベルアップすると自動的に+1される。
属性抵抗
火、水、風、地、光、闇の6種類あり抵抗値が多いほど属性攻撃の被ダメージが軽減される。
属性抵抗力は表示最大が90%（表示されないだけでそれ以上の数値も存在する）。フィールドによっては抵抗値が下げられる場合がある。
善悪値
キャラクターの善悪の性向によりボーナス/ペナルティがある。これは各ワールドにおいての、天上界、地下界、赤い悪魔の優勢劣性によってボーナス/ペナルティは変化する。善悪値はメインクエストChapter.5において、キャラクターが「RED STONE」をどの世界に持っていくかによって変化する。

### ジョブ一覧
以下の25種類のジョブがある。
変身、または武器交換としてもう1つのキャラクター（裏職）に切り替えることができ、職業選択装備等を除き装備は共有する。性別はジョブごとに固定されている。
変身扱いの職はキャラクター作成時には選択できず、それぞれの対になるキャラ（表職）を選択した上で裏職のスキルを1つ以上習得し、且つCPは15以上ある場合にのみ変身できる。
武器交換扱いの職はキャラクター作成時にも選択でき、そのキャラに対しての裏職のスキルを1つ以上習得することで武器交換できる。
剣士／戦士
剣士
武器は片手剣、片手斧。盾を扱えるため防御力に優れる。盾を使用した防御スキルも豊富に備える。「通称 剣」
単体へのダメージ効率が非常に高い物理アタッカー。対人戦においては攻撃速度、威力、盾でのブロック等優秀であり単体へのアタッカーとしての筆頭火力となる。
魔法スキルは威力の高いものが1つ、一部のアイテムを組み合わせる事で無限に打ち続けられるスキルが1つある。特に後者は抵抗の低い相手ならば動きを固められるためノーダメージでの狩りも可能。
戦士
武器は両手剣、両手斧。剣士よりも1撃の威力を重点としている。キャラクター作成時等で剣士の後に表示されることから、裏職と扱われることが多い。
攻撃こそ遅いが、それを活かす斧による連続攻撃で圧倒的な火力を出したり鎧や武器を破壊したり。あえて剣を使い高威力高速度での攻撃も可。Gvでは装甲の薄さと攻撃の遅さが致命的。
魔法面も優秀で、レベルの高い戦士になると氷の巨龍を召喚し、周囲を薙ぐ攻撃も。もちろんの事Gvでは範囲アタッカーの主力である。
ランサー／アーチャー
ランサー
武器は槍。バランスの取れた強さを持ち、回避スキルを備える。「通称 槍」。アーチャーより先に表示されるものの、過去の人口差から裏職と扱われることがある。
機動力に優れ、また敵を遠くに弾く、敵の攻撃を回避するなど対人戦においては遊撃手のポジション。単体への火力も十分にあるが武器交換した方が火力は高い事が殆ど。
魔法スキルはほぼ全てが範囲攻撃。全キャラ全ビルド中でもトップクラスの狩り効率を誇る。対人戦においてはルート計算というシステム上活躍しにくかったが、覚醒スキルの追加により非常に強力な魔法アタッカーとして扱われる。
アーチャー
武器は弓と矢。弓の射程が優れているため全職中攻撃範囲が広い。弓に魔法の力を込める事も出来る。「通称 アチャ,弓」。
単体への火力が高く、対人戦での単体物理火力は剣士とアーチャーの双頭と言われるほど。一方で狩りは少々苦手で、覚醒スキルによってもあまり補われておらず、対人戦用のキャラクターとしての認識が強い。
広範囲に魔法火の矢、魔法氷の矢を降らす攻撃や爆発を伴う矢を連射出来る範囲アタッカー。狩り効率も高く対人戦における主要な範囲魔法使いだが耐久力に難を抱える。
ウィザード／ウルフマン
ウィザード
武器は杖。攻撃から補助、回復に至るまで多種多様な魔法が扱える。「通称 WIZ」
一般的な育て方としては攻撃WIZ、支援WIZとなる。前者は更に単体特化のチリWIZ,水鉄砲WIZや範囲特化のメテオWIZ等がある。対人戦ではルート計算というシステム上、攻撃職としての活躍は難しい。
後者の支援WIZはヘイストによる全体速度の上昇、ファイアーエンチャントによる火力に更なる増加など様々な支援スキルと特殊な回復スキルを持つ。ソロ狩りはしにくいがPTやGvでは必須職となる。
Gvにおいては、もっぱら回復役である。
ウルフマン
武器は牙と爪。グローブでも攻撃力が上昇する。単体攻撃に特化した職。「通称 犬,ワンコ」。
主力スキルの関係上、装備での火力の増加は絶望的、が狩りにおいてはWIZの支援スキルも使える事、主力スキルがポーション無しで使い続けられるため優秀。スキルによって一方的に攻撃する事も可能。
キャラを中心にした魔法範囲スキルや直線上に火球を放つスキルを持つ。スキル性質上は魔法剣士に似る。
対人戦においては物理ビルド・魔法ビルド共に無差別な範囲攻撃を活かし、敵全体の削り役として抜擢されることがあるが、裏職であるWIZが優秀なためそちらを選択する者が多い。
ウィザードとウルフマンは変身すると、運以外の対応するステータスが入れ替わる（例：ウィザード状態の力はウルフマンだと知識に、ウィザード状態の知識はウルフマンだと力になる、等）。
ビショップ／追放天使
ビショップ
武器は鈍器や槌、ホール。回復と補助に特化したパーティーには不可欠の職で唯一純粋な蘇生スキルを持つ（ビーストテイマーやネクロマンサーにも蘇生スキルはあるが、どれもある程度制限がある）。盾が扱えスキル性質上からして文字通り「要塞」になれる。「通称 BIS」。
PT,おいてはPTの大黒柱。Bisの存在なくして勝利はないだろう。硬さを利用して敵を集め、攻撃を受けつつダメージを跳ね返すスキルなどもある
火力は他の職に比べて一般的には劣る。が、殴りBISと呼ばれる種類は2011年4月19日のアップデートからエクソとTUの仕様が変更となり、エクソはダメ+100％追加（1000ダメ与えたら、さらに1000ダメの追加ダメ。）TUは100％の確率で、ボス・Zin・N関係なく20秒間、種族をアンデッドにできるようになった為、TU→エクソ・神手でトップクラスの火力が出るようになった。また、ブレ・エビ・リゼネも2011年4月19日のアップデートにより、60秒間、BISスキルによる回復（フルヒ・pthなど）が30％までは即時回復、残りの70％は今まで通りの回復となる効果がついた。（例：ブレした後フルヒで1000回復の場合、300は即時回復、700は今まで通りの回復）これによりBISのGv・攻城での活躍の場が増え、1分間ごとにブレorエビorリゼネをして回復すると、さらに味方の生存率が上がった。また、WIZの仕事が少し減り、楽になったであろう。
追放天使
武器は翼。攻撃と支援を両立している他、自身を街へ送るエバキュエイション、PTメンバーを味方を自身の周囲へと呼び寄せるコーリング等の独特のスキルを持つ万能職。有用なスキルが多い。
単体・範囲共にトップクラスの魔法火力を持ち、裏職たるBISでの支援、回復、蘇生、本職天使での単体攻撃、範囲攻撃、妨害、移動等最も行なえる事が多い反面選択肢が多いため初心者では扱いにくい。2011年4月19日のUPデートにより、天使の光ダメがほぼ上限値で出るようになった。
光属性魔法という珍しさ故にかつては装備が流通しにくく、金銭的に辛い職業とされていたが、光属性魔法を扱う職業が増えたことからそれほど高価ではなくなった。GvにおいてはPTメンバーを一箇所に瞬間移動させるスキル、自身を無敵化するスキル、相手のCPを奪うスキル、支援スキルを剥がすスキルなど補助・妨害的な面で優秀。
ビーストテイマー／サマナー
ビーストテイマー
武器は笛。モンスターを手懐けてペットとし、仲間にする職。ペットの能力を上げるスキルが中心。最大で2匹までのペットを仲間にできる。「通称 テイマ」。
かつてはGvの最強火力であり、「テイマオンライン」と云われた程に増殖した。仕様変更により弱体化。現在はほぼゲーム内の良品を求める人のためのトレハン職である。
とはいえ現在でも他職以上の火力があり、装備が無くとも狩れる数少ない職となっている。しかし一部のペット以外を連れるテイマー以外はPTに入りにくい等もある
サマナー
武器は笛。神獣を召喚し、仲間にする職。召喚獣の属性・特性に応じたスキルが中心。2匹までの召喚獣を召喚できる。実装されてから現在まで、他職と比較してかなり不利な仕様になっている。過去の人口差から裏職とされやすい。
不遇職だというのは開発も把握しているようで、専用システムの実装などで過去何度もテコ入れがなされているものの、キャラクター本体ではなく召喚獣によっての戦闘という特殊性からか不確かな仕様やバグが多く、上級者向け。
しかし過去のテコ入れが完全に無駄だったかといえばそうではなく、中級のレベル帯では他職を圧倒するほどの狩り効率を発揮する。
シーフ／武道家
シーフ
武器は短剣。罠の設置や扉の開錠、暗殺といったシーフ特有のスキルが揃った職。隠された宝箱を見つけることもできる。低レベル秘密ダンジョンでは欠かせない職業。「通称 シフ」。
範囲への物理攻撃を得意とし、ソロにおける範囲火力ではトップクラス。ただPTでは性質上活躍しにくい。単体への攻撃もCP回転率に優れ優秀。
設置型の爆弾を使用するスキル群も存在しており、やや特殊な仕様が多いことからユーザー数こそ少ないものの、こちらは真の意味で「地雷シフ」と呼ばれる。
対人戦では人間系追加ダメージの装備や高速武器を利用した単体火力がウリ。しかし装甲は薄く、狙われると脆い典型的な遠距離アタッカー。
武道家
武器は己の肉体。グローブや爪、靴を装備することにより攻撃力が上昇する。回避、防御スキルが充実しており、プレイヤーによっては回復アイテムを使用しなくても狩り続けることができる。誤変換から「通称 農家,葡萄,武道」など。
耐久性能は高いが火力はお粗末。範囲火力は皆無であり単体火力もBISに勝るとも劣らない。とされていたが新アイテム「インフィニティグローブ」の実装により火力が劇的に向上した。それでもしかし、火力は支援BISを勝るが殴りBISより劣るといった底辺である。
現状の火力としては中の下程度。またGvではその耐久性能と相手の移動妨げるスキルを利用した妨害、遊撃手的ポジション。
サマナーと並び「二大不遇職」とされていた時期が非常に長かったものの、武器の実装等により現在は脱却しており、初心者から上級者まで遊びやすい。
プリンセス／リトルウィッチ
プリンセス
武器はスリング。スリングで様々なものを投げたり、回復アイテムを投げたりと、何でもこなせる。武器や動物に変身するなど、異色のスキルが揃った職でもある。「通称 プリ,姫」。
単体へのスキル「ボトル投げ」にはダメージ2万上限が適用されないが、それでも全体的に見た場合火力は低い方となる。物理スキルにはダメージ計算が特殊な物もあり、範囲攻撃も出来る等あるがどちらも火力的には天使を劣化させた程度であり……。
Gvにおいては「ボトル投げ」のダメージ計算式が特殊、「花投げ」の抵抗を下げるスキル等である程度活躍出来る。しかし装備に多額のお金が掛かるため実質趣味職。
紆余曲折あった変更の中、現時点でエンドコンテンツで扱える攻撃スキルが存在していない等の理由でユーザー数が激減している。
リトルウィッチ
武器はステッキ、ホール。味方の能力を上昇させたり、スキルの発動に必要なCP(チャージポイント)を補充するなど、補助スキルが充実している職。「通称 リトル,魔女」。
単体スキルもあるが範囲に対しての物理攻撃が優秀。一部アイテムを使えば無限に使用出来る事もあり高レベルではかなりの狩り効率を誇る。だがプリンセスと同様に装備がお金が掛かり、低レベルのうちでの狩りはお粗末なため人口は少ない。
魔法スキルは特殊なスキルが揃っている。特に「ノヴァ」と呼ばれるスキルでは範囲攻撃と敵の全体能力を大幅に下げる効果がありPTなどでは歓迎される。Gvにおいては足止めさせられるスキルや味方の能力を上げるスキルから活躍できる。
ネクロマンサー／悪魔
ネクロマンサー
武器は弓と銃以外の全てが装備可能。炎/闇属性魔法の他があるが注目すべきは低下/妨害スキル。敵の能力を戦闘不可能な程に陥らせたり、攻撃を跳ね返すスキルもある。またアンデッド系のモンスターを1匹までペットにすることも。「通称 ネクロ」。
PTにおいては低下/妨害スキルから歓迎させられる。また相手の抵抗値を落とす特異なスキルからボス系モンスター等の強力な敵を狩る場合には特に重宝させられる。また抵抗値を落とすスキルからボス系モンスターを即死させられるバグがあった。
ソロ狩りでは敵の能力値を下げ、ダメージを相手に返す等の特殊な狩り方ではあるが、一定以上の効率は出せる。対人戦においても同様で高レベルのネクロマンサーになると抵抗値は100％ではなく180％程度用意しなければ簡単にボロボロにされてしまう。
対人戦及びPTプレイに特化したキャラクターをベースとしていることから、それらのコンテンツでは非常に重要な反面、特殊な仕様を組み合わせる必要のあるソロ狩りはあまり得意ではない。
悪魔
武器は鞭。相手の行動を抑制・妨害する攻撃と、パッシブ系のスキルを豊富に備えた職。毒攻撃が得意で、致死性の毒もばら撒ける。
単体での魔法火力は全職中トップ。物理攻撃を含めても三本指に入る。希少な単体魔法職であると同時、抵抗不可の毒をばら撒いたり装備を外したりと、非常に厄介な存在として対人戦の女王として君臨している。
かつては特殊な仕様の範囲魔法使いとしてPTではなくソロに特化したキャラだったが、いくつかの改変を経て現在は一般的な範囲魔法使いとして認識されている。
範囲火力と単体火力のどちらもが魔法スキルということもあり、ある程度までは両立も可能と、狩り効率は高い方。
霊術師／闘士
霊術師
武器は巨大な鎌。魂を操る攻撃や鎌によるスキルが中心。パッシブ系のスキルによるパーティメンバーや自身の能力の強化や、敵の弱体化など能力を変動させることもできる。「通称 鎌,霊」。
鎌とそれに付随する風ダメージを主力とするものの基本的には純粋な物理ダメージアタッカーであり、単体火力と範囲火力を両立していることから狩り効率も非常に高い。
一方で火属性にフォーカスした魔法攻撃群もあるものの、こちらはネクロマンサーのように妨害スキルとしての性質も持ち合わせており、狩りスキルとして実用化するのはやや難しい。
対人戦では圧倒的な物理アタッカーとしての側面と、様々な妨害スキルを用いるジャマーとしての側面を持ち合わせているものの、両立が難しい。
闘士
ガントレットが武器。獣の魂を憑依させて自身の能力を強化し、さまざまな打撃スキルのコンボが特徴。また、習得するだけでステータスの上昇するスキルを多数揃えている。実装順から裏職として扱われることが多い。
防御不可能な3倍物理ダメージを叩き出す「強打」のシステムを活かし、狩り・対人戦ともに一般的な認識は物理アタッカーである。
光奏師／獣人
光奏師
武器は本。物理は光エネルギーを集約して具現化した物体「ビット」を広範囲に付与し、その後にビットが付与された敵を標的に定め攻撃する。そのため攻撃範囲は広いものの2ステップの攻撃が必要になる。知識は光を操り相手に攻撃するが最初に覚えているスキルはレベルが低いうちは火力が低く扱いづらい。その後まもなく習得できるビットショットのスキルがキャラのレベルが低い序盤の通常攻撃において使用されることが多いようだ。
覚醒システムの実装により他職と同等程度の狩り効率を獲得し、また「魔法致命打」を無差別にばらまけることから過去ほど人口の少ない職業ではなくなっている。
獣人
武器は双剣。表職が光奏師であることからキャラクターの性別は男性であるものの、全ての女性装備を使用できる例外的なキャラ。圧倒的な人口差から、変身職であるにも関わらずこちらが「表職」として扱われることが多い。
物理職であると同時に魔法職であり、範囲職であると同時に単体職。様々な対立する要素を両立させなければならない。
物理職であれば無駄となる魔法強化関連、同様に魔法職であれば無駄となる物理強化関連を全て活かすことができるものの、要求装備は非常に高価。しかしそれらを揃えた場合の狩り効率はピカ一。
メイド／黒魔術師
メイド
武器は箒。アップデートの際に環境最上位となるものの、その後の調整により沈んでしまうことが多い。基本的には中下位程度のキャラクター。
剣士とランサーを足して2で割ったようなスキルセットとなっており、単体・範囲どちらもある程度はこなせるものの、特化した職業には一歩及ばない……という評価をされることが多い。
黒魔術師
武器は水晶。RED STONE通して初の純粋な魔法職業であり、物理攻撃を一切持たず、また他職と異なり自身のスキルセットだけではCP運用が難しいという特徴を持つ。通称「黒魔」。
ほとんどのスキルに獲得CPが設定されておらず、また設定されているスキルもほとんどが消費CPの10％にも満たないとこれまでのCPバランスを無視したような配分。
他MMORPGでいうところのNukerポジションであり、一般的な魔力ポーションでは補えないほどの圧倒的な消費CPではあるものの、一方でそれらのスキルダメージは非常に高い。
マスケッティア／アルケミスト
マスケッティア
武器は長銃と短銃。普段は両手に持つ二丁の短銃（拳銃）を用いて戦闘し、一定以上の魔力が貯まると背中の長銃を取り出し、必殺技を繰り出す遠距離攻撃アタッカー。通称「マスケ,銃」。
中世を舞台とするRED STONEにおいて近世の技術である個人携行銃を用いるが、これらは魔力により作動しており現実とは異なる「銃」である。
物理アタッカーとしてのアーチャーをブラッシュアップしたかのようなキャラクターだが、ある程度の近接攻撃スキルを備えており、武道家やランサーとの類似性も認められる。
背負う長銃による攻撃は非常に強力な一方、これに用いる魔力は基本的には時間経過でのみの獲得となっているため、過去の職業と異なり「強力な長銃スキルのみを連発する」というのは難しい。
アルケミスト
黒魔術師に続き2体目の純粋な魔法職業。自身による火属性の魔法スキル、サマナーに似た召喚獣システム、様々な妨害スキルと比較的小器用なキャラクター。
キャプテン

## モンスター
フィールド上、またはダンジョン内に配置されている敵。倒すことで経験値が得られ、アイテムやGoldなどを落とすことがある。

### レベル
キャラクターと同様にモンスターはレベルをもつ。キャラクターレベルとモンスターレベルが近いほど、獲得できる経験値が大きくなる。

### ステータス
キャラクターと同様にモンスターはステータスをもつ。属性抵抗はキャラクターは上限が90%となっているが、モンスターの場合は100%以上なものもいる。

### モンスター分類
モンスターは以下の5種類に分類される。
- アンデッド型
- 人間型
- 悪魔型
- 動物型
- 神獣型

また、それぞれの分類において、以下の10段階の等級がある。
- 一般1, 2, 3, 4
- セミボス1, 2, 3
- ボス1, 2, 3

「モンスター鑑別師」の称号を得ることでこれらの情報を見ることができる。さらに、以下の3つの区分がある。
- ノーマル
- Ex:ノーマルに比べて全体的に能力が高い。
- Zin:HPや防御力が高く、強力なスキルを備えているモンスターも存在する。

## 不正アクセス
2008年6月頃より、販売を目的としたゲーム内通貨の不正取得が発生した。
主にRMT業者を中心とした、中国系のアンダーグラウンド集団による不正アクセスで、ゲーム内のGoldやアイテムが盗難にあう事例が多発した。

### 逮捕事例
2008年6月12日、他の会員IDとパスワードを使って不正にアクセスしたとして、不正アクセス禁止法違反の疑いで、山梨県警と小山署は3人を逮捕した。3人は、2008年3月3日午前7時34～42分、インターネットカフェから不正にアクセスした疑い。IDなどを使われた会員が同4日、「ゲーム内のアイテムが消失した」と県警に相談。この男性と大学時代の友人だった3人の犯行と特定し、逮捕した。

### 運営チームを装った悪質行為
2008年6月頃より、運営チームを装ったキャラクターを使用し、会員IDやパスワード、生年月日を聞き出すといった悪質な行為が確認されていた。
2009年10月1日、2008年6月から2009年8月の1年2ヵ月間に運営チームを装って他人のIDを奪い、返却と引き換えに電子マネーを奪い取ったとして、不正アクセス禁止法違反と恐喝などの疑いで中学2年の少年を書類送検したと愛知県警が発表した。少年は、約100人分のIDとパスワードを聞き出して自宅のパソコンから25回不正アクセスし、IDなどを勝手に変更したうえ、同級生の男子生徒と共謀して「電子マネーをくれればIDを返す」と電子マネー約35万円分を奪っていた。

### キーロガーやウイルス
2008年10月頃より、掲示板やブログ等のコミュニティ内で紹介されたサイトを介してキーロガーやウイルスがパソコンに侵入し、会員IDやパスワードが知られてしまい、「ゲーム内のGoldやアイテムを盗まれた」という報告が多くあった。ゲームオンは、被害にあった場合にはウイルスチェックを行い、パスワードを変更、連絡帳から報告、公的機関へ相談するよう指示している。また、ウイルスやスパイウェアにより会員IDやパスワードが知られた場合、対応や補填等を行わないとしている。

### 不正アクセス事件
2009年5月31日、「RED STONE」と「眠らない大陸クロノス」などのプレイヤーのゲームデータの一部に対する不正アクセスが行われた可能性のある事をそれぞれの公式サイトから公表し、全てのプレイヤーのパスワードを変更する処置がなされた。2009年6月1日には、悪意ある第三者からの不正アクセスがゲームオンの管理するWebサーバほかに対して行われていたことを確認したと、同社から発表があった。
プレイヤーへの対応としては、翌日の6月1日までにID登録時のメールアドレスに仮パスワード送信の措置（旧パスワードの強制凍結と新パスワードへの移行措置）が取られた。当時のメールアドレスを紛失したプレイヤーに対しては、2日後の6月2日に登録アドレス変更システム設置が行われた。6月18日には、2009年3月1日から同年5月31日までにゲームにログインしていたプレイヤーに「プチポータル・スフィアー」、上記期間中にログインし且つGEMを使用して便利アイテムを購入していたプレイヤーに対してはさらに「魔力解除キット[取引不可]」「400サービスポイント」が進呈された。
ゲームオンは2009年6月1日、この不正アクセスに対し「個人情報の流出は確認されていない」と発表している。

### ゲームオンの対応
不正アクセスが確認され始めた2008年6月頃から2009年9月17日までの1年以上の間、「会員IDやパスワードを教える／知られることはプレイヤーの管理不足であり、それによりトラブルが起きた場合、いかなる理由や経緯があろうとも対応や補填等は行わない」とし、さらに、会員IDやパスワードなどを教えた／知られた場合、利用規約に基づきID停止などのペナルティ措置が課せられるとした。
ゲームオンは同時に、定期的なパスワードの変更など不正アクセスへの対策を、自衛手段としてプレイヤーが行うよう呼びかけていたが、当時はユーザーがパスワードの変更を行うと自動的に新しいパスワードがメール送信されるシステムで、メールからパスワードが漏洩することが不安なユーザーは、パスワードの変更を躊躇した。
2009年9月18日、調査により不正な接続から受けた不正アクセスの被害に対して救済措置を行うことを決定し、不正アクセスを行っている者に対する法的措置の準備、および新しいセキュリティシステムの導入を行うことを発表した。ゲームオンは、「2009年5月に行ったパスワード一括変更以降は、会員IDを含む情報が不正に搾取された形跡はない」とし、不正アクセスの原因は「他WEBサイトや他ゲームなどに登録しているID/パスワードと同一のものを設定していたこと」がそのほとんどであるとしている。2009年11月現在、ゲームオンから不正アクセスの終息やその被害規模、補填の完了期限などは報告されていない。
2009年9月29日、ゲームオンは運営する全タイトルの公式サイトの閲覧およびゲームプレイについて、海外からの接続を制限した。規約において海外からのゲームプレイは禁止されていたが、接続は制限されておらずゲームプレイは可能であった。実際に海外より接続していたプレイヤーたちは存在し、またRED STONEのサービス開始より4年以上の間、その接続の制限は行われなかった。セキュリティ対策の一環としてWebサーバ等に対する不適切なアクセスを遮断するため、ゲームオンはその接続を告知なしに制限した。接続制限について発表したのは、その6日後の10月5日であった。
2009年10月2日、会員ID不正利用被害に遭ったプレイヤーへの進捗状況の報告があった。被害に遭ったプレイヤーへの補填復旧を開始し順次対応を行っていること、所轄の警察署より受理した捜査事項照会書をもとに被害届の提出等、各都道府県警と協力し不正者の特定や法的措置の準備を進めていること、10月中に会員ID保護を強化するシステム・現在のシステムに加えて別途手段で不正者のアクセスを検知しアクセスを制限するシステムを導入予定であることを発表した。
2009年10月18日、WCG2009日本最強決定戦開催前に、オンライン事業の責任者である萩原から、会員IDの不正利用被害に関する取り組みについて報告があった。専門のチームを作って対策に取り組み体制の強化を行っていることや、情報の開示や対応状況の報告が十分に出来ていない事について改善するよう努力していることなどを述べた。最近の傾向として、他社から漏洩したであろうIDとパスワードを元にした総当たりでの試みによるID盗用が一番多く見られるとしている。IDとパスワードをより強力に保護する仕組みを現在開発しているが完成までもうしばらく必要とするため、色々なWEBサービスとは別の、RED STONEだけでのパスワードを設定することをプレイヤーへお願いした。不正利用されたプレイヤーへの救済活動は完了していない。
2009年11月5日、ワンタイムキーおよび公式サイトへのnProtect KeyCryptの導入が行われた。nProtect KeyCryptをインストールしない状態でも公式サイトへのログインは可能である。nProtect KeyCryptはInternet Explorerでのみ動作し他のブラウザでは起動しないため、IEの利用が推奨されている。インストール完了後に表示されるポップアップメッセージは「はい」と「いいえ」のどちらのボタンを選択しても挙動に変化はなく、導入を見送る、またはアンインストールしたい場合には「プログラムの追加と削除」からアンインストールを行わなければならない。今後、他の方法も視野に入れて継続的にセキュリティ強化を行っていくとしている。
2009年11月9日、不正アクセス事件の中間報告を行った。ハッキングツールを用いたシステムへの不正アクセスの痕跡およびそれによるシステム情報の一部改竄された痕跡を確認したため、ハッキングツールの遮断や除去等および不正な通信の監視と遮断等を行い、サーバ間のアクセス手段を見直し、プレイヤーのパスワードの変更を対応として行ったと述べた。また調査結果として、各種データを収納した情報機器への不正アクセスは確認されず個人情報流出の痕跡が社内システムにないことと、会員IDの不正利用の手法等を解析すると本件との関連性が低いことを発表した。セキュリティ強化策としては各サーバへのアクセス許可ルートを見直し、不正アクセスに対しては特定地域からのアクセス制限、ログイン時のログ取得および監視の強化を行っていると述べた。

### 不正アクセスによる影響
不正アクセスによるゲーム内アイテム等の盗難などの被害により、プレイヤーの便利アイテムへの購買意欲が減少し、大幅な売上減となった。
特に2009年7-9月頃に集中して大規模なハッキング被害が発生した。これに対する運営側の対応（ゲーム内でハッキング被害が噂されるようになってから半年以上、なんら告知も対策もしなかった）、ハッキングを受けた被害ユーザーのプレイ意欲の低下と引退、友人やギルドメンバーに被害が出て引退者が続出したことにより直接的な被害者以外のメンバーにも引退者が出た。

## 関連作品

### 書籍
レッドストーン データブック＋アイテム （発行：ソフトバンク クリエイティブ株式会社）
ISBN 978-4-7973-3815-7
特典アイテムとして「ワイルドキャットカーペット」のアイテムコードが付属する（2008年2月29日に有効期限が終了している）。
2006年12月14日のバージョンをもとに編集部が調査した情報であり、ゲーム内の全データが記載されているわけではない。また、記載されている情報とゲーム内の情報に不一致が存在する。

### 音楽CD
レッドストーン オリジナルサウンドトラック （発売：ティームエンタテインメント）
2008年1月30日発売
特典アイテムとして「魂のハープ」のアイテムコードが付属する（2009年1月31日に有効期限が終了している）。
ボーナストラックとして、イメージソング「Little Choice」の日本語バージョン、韓国語バージョン、および桜庭統が担当した「Legend of Red Stone」のアレンジバージョンが収録されている。

### Tシャツ
「RED STONE」キャラクターTシャツ（発売：UPSOLD.com）
2007年6月16日販売開始（現在取扱中止）
全10種類（4絵柄）（XS/S/M/L/XL/XXL、ただし「ストーン」はXS/S/M/L/XL）
- ランサー（ホワイト×黒、ホワイト×赤、ライトベージュ、ライトグレー、ライトグリーン、ライトピンク、サックス）
- ストーン
- キャンディー
- シルエット

2007年6月16日から2007年7月15日の期間に購入した先着200名に「ウルフマンぬいぐるみ」がプレゼントされた。
「RED STONE」キャラクターTシャツ（発売：UPSOLD.com）
2007年9月28日販売開始（現在取扱中止）
全4種類
- シーフ集合柄Tシャツ（デフォルメ版）
- シーフTシャツ（デフォルメ版）
- プリンセス泣き顔Tシャツ（デフォルメ版）
- プリンセスTシャツ（デフォルメ版）

### コスチューム
「RED STONE」リトルウィッチ コスチューム （発売：非常）
2007年10月15日販売開始
- リトルウィッチ コスチューム魔法服（S/M/L/XL/XXL）
- リトルウィッチ ウィッグ ツインテール・プラチナゴールド

なお、ステッキ（杖）、ストッキング、靴は含まれない。

### VISAカード
「レッドストーン VISAカード」（提携：三井住友カード）
2008年6月19日募集開始、2024年1月31日新規登録停止
2018年7月18日のリニューアル以降に発券されたカード券面にはリトルウィッチがデザインされている。
三井住友カードを利用することで貯まるVポイントと便利アイテムの交換を行っていた。

### フィギュア
RED STONE「ランサー」（発売：オーキッドシード）
2009年10月28日発売
スケール：1/7
羽織っているマントとスカート部分は着脱可能。

## 宣伝

### テレビコマーシャル
2007年8月6日よりフジテレビ（関東地方）と関西テレビ（関西地方）においてテレビコマーシャル「探す世界篇」が放映された。

### 予告編
World Cyber Gamesの公式種目に選ばれたことに伴い、WCG公式サイトの紹介ページにおいて、予告編が配信されていた。

## ニンテンドーDS版
『RED STONE DS ～赤き意志に導かれし者たち～』は、ゲームオンより2011年5月26日に発売されたニンテンドーDS用ゲームソフト。

### DS版の登場人物

#### 現在編
アンジー
ネクロマンサー/悪魔。
ヴォルフラム
ウィザード/ウルフマン。
フローレンス
プリンセス/リトルウィッチ。
カルス
剣士/戦士。
ラビア
ビーストテイマー/サマナー。
ファーブ
シーフ/武道家。
エリアン
ランサー/アーチャー。
ゲール
ビショップ/追放天使。

#### 過去編
ドーレ
ネクロマンサー/悪魔。
エリュト
ウィザード/ウルフマン。
ヴェルメリア
プリンセス/リトルウィッチ。
ラル
剣士/戦士。
ルージュ
ビーストテイマー/サマナー。
ロード
シーフ/武道家。
ディーン
ランサー/アーチャー。
スカレ
ビショップ/追放天使。